# Eryngium giganteum
Eryngium giganteum, es una especie fanerógama perteneciente a la familia de las apiáceas

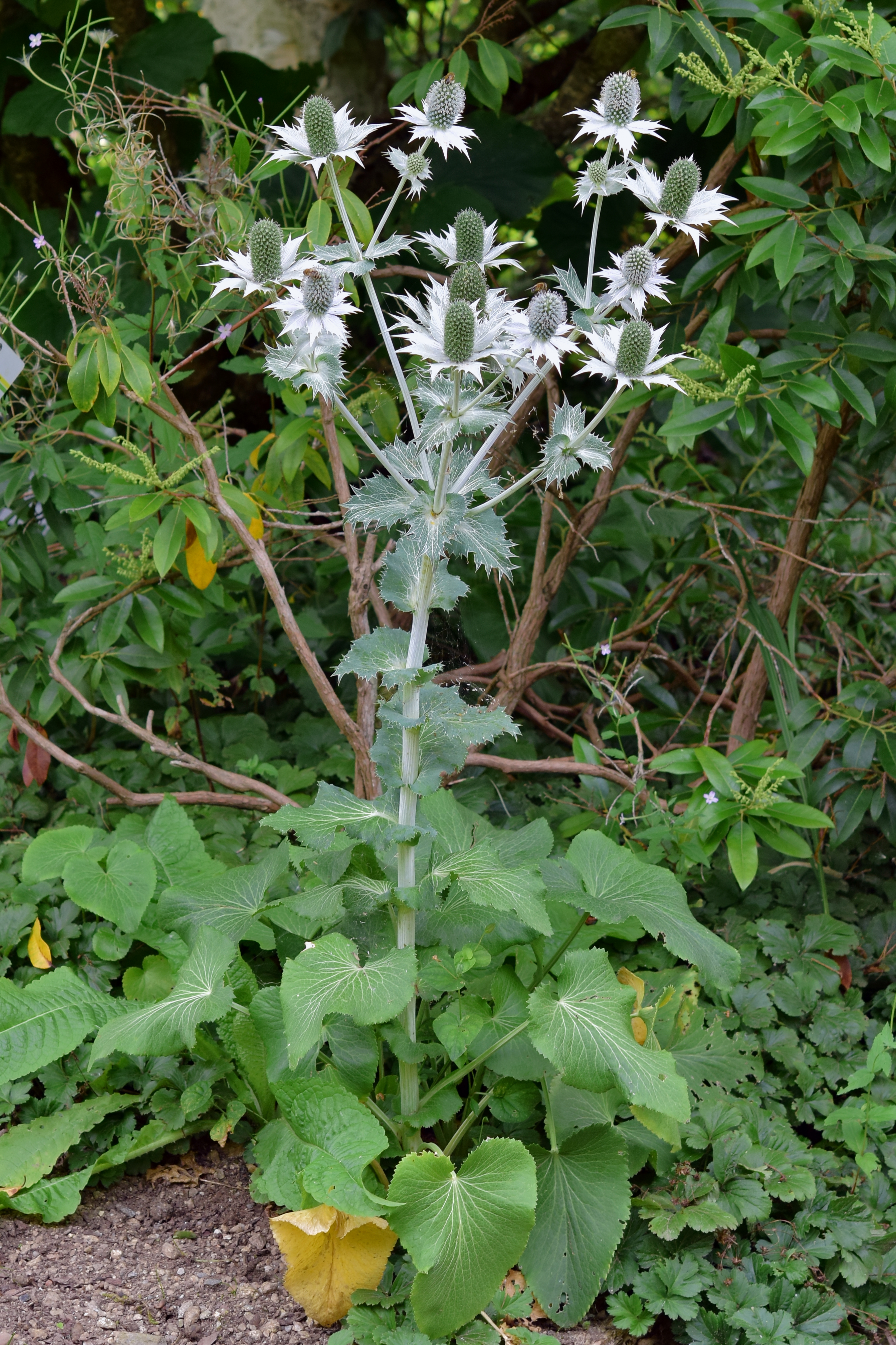
Planta de Eryngium giganteum

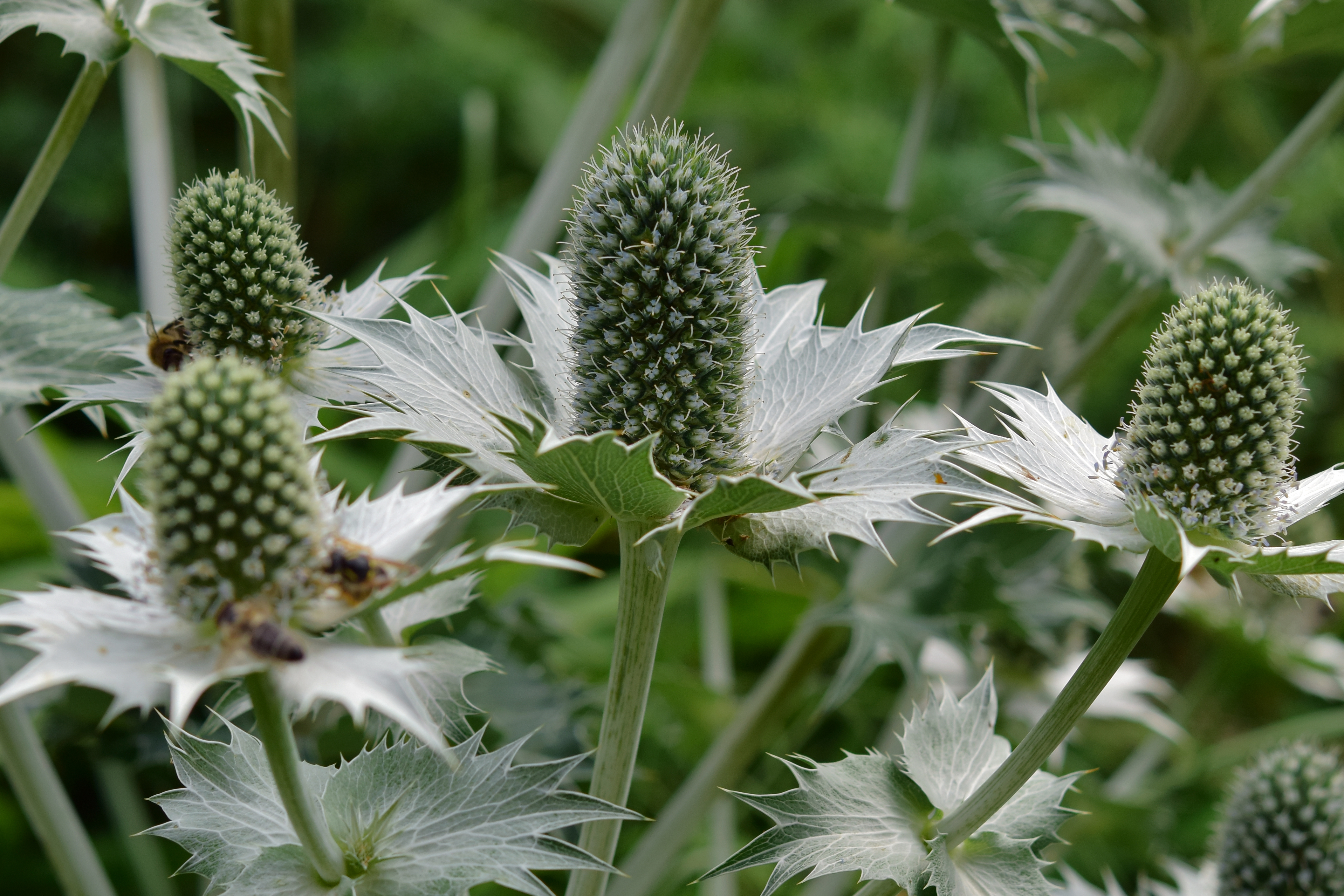
Flor de E. giganteum

## Distribución
Es nativa de Armenia

## Descripción
Es una planta que  tiene 9–10 dm de altura. Flores azul plateadas de 3-5 cm abiertas en otoño. Mueren después de florecer, y pueden crecer como especie bienal.

## Taxonomía
Eryngium giganteum fue descrita por Friedrich August Marschall von Bieberstein y publicado en Flora Taurico-Caucasica 1: 201. 1808.
Etimología
Eryngium: nombre genérico que probablemente hace referencia a la palabra que recuerda el erizo: "Erinaceus" (especialmente desde el griego "erungion" = "ción"), sino que también podría derivar de "eruma" (= protección), en referencia a la espinosa hojas de las plantas de este tipo.
giganteum: epíteto latino que significa "gigante".
 Sinonimia
- Eryngium asperifolium F.Delaroche
- Eryngium glaucum Hoffm.[4]